# Matteo Anesi
Matteo Anesi (Trente, 16 augustus 1984) is een Italiaans voormalig schaatser. Hij werd in 2006 olympisch kampioen op de ploegenachtervolging.

## Carrière
Anesi werd al op 15-jarige leeftijd uitgezonden naar de wereldkampioenschappen junioren om een flinke dosis ervaring te hebben voor de Olympische Winterspelen van 2006 in Turijn. In het pre-olympische jaar 2005 won Anesi met Enrico Fabris en Ippolito Sanfratello tijdens de WK Afstanden een zilveren medaille op de ploegenachtervolging, een discipline die geïntroduceerd wordt tijdens de Olympische Spelen van 2006. Tijdens de Olympische Spelen won Anesi in eigen land een gouden medaille op de ploegenachtervolging. Hoewel Anesi op de 1000 en 1500 meter niet onverdienstelijk meedraaide in de wereldbekercyclus en ook vaak meedeed met de grote allroundtoernooien boekte hij zijn grootste successen met de Italiaanse achtervolgingsploeg.

## Persoonlijk
Matteo Anesi is de zoon van Sergio Anesi, sportbestuurder en burgemeester van het Italiaanse Baselga di Pinè. Hij is getrouwd met de Nederlandse schaatsster Marrit Leenstra, het stel heeft samen een dochter.

## Persoonlijke records
| Afstand      | Tijd     | Datum            | Baan           |
| ------------ | -------- | ---------------- | -------------- |
| 500 meter    | 36,35    | 28 november 2009 | Salt Lake City |
| 1000 meter   | 1.08,43  | 13 december 2009 | Salt Lake City |
| 1500 meter   | 1.43,83  | 4 December 2009  | Salt Lake City |
| 3000 meter   | 3.45,97  | 5 november 2005  | Calgary        |
| 5000 meter   | 6.28,37  | 5 december 2009  | Calgary        |
| 10.000 meter | 14.01,78 | 17 februari 2007 | Erfurt         |

## Resultaten
| Jaar | IK Allround | EK Allround | WK Allround | WK Sprint | WK Afstanden                          | Olympische Spelen                    | WK Junioren |
| ---- | ----------- | ----------- | ----------- | --------- | ------------------------------------- | ------------------------------------ | ----------- |
| 2000 |             |             |             |           |                                       |                                      | NC35        |
| 2001 |             |             |             |           |                                       |                                      | NC32        |
| 2002 |             |             |             |           |                                       |                                      | NC25        |
| 2003 |             | NC18        |             |           |                                       |                                      | 9e          |
| 2004 | Zilver      | 14e         | NC13        |           | 21e 1500m                             |                                      | 15e         |
| 2005 | Zilver      | 16e         |             |           | 20e 1500m · 19e 5000m · achtervolging |                                      |             |
| 2006 | Zilver      | 15e         |             |           |                                       | 29e 1500m · achtervolging            |             |
| 2007 | Zilver      | 12e         | NC20        |           | 17e 5000m                             |                                      |             |
| 2008 | Zilver      | NC14        |             |           | achtervolging                         |                                      |             |
| 2009 | Zilver      | NC16        |             |           | 4e achtervolging                      |                                      |             |
| 2010 |             | 12e         | 11e         |           |                                       | 30e 1000m 12e 1500m 6e achtervolging |             |
| 2011 |             |             |             | NC33      | 22e 1000m 21e 1500m 7e achtervolging  |                                      |             |
| 2012 |             |             |             |           |                                       |                                      |             |
| 2013 | NS4         | NC19        |             |           | 8e achtervolging                      |                                      |             |
| 2014 |             |             |             |           |                                       | 39e 1500m                            |             |

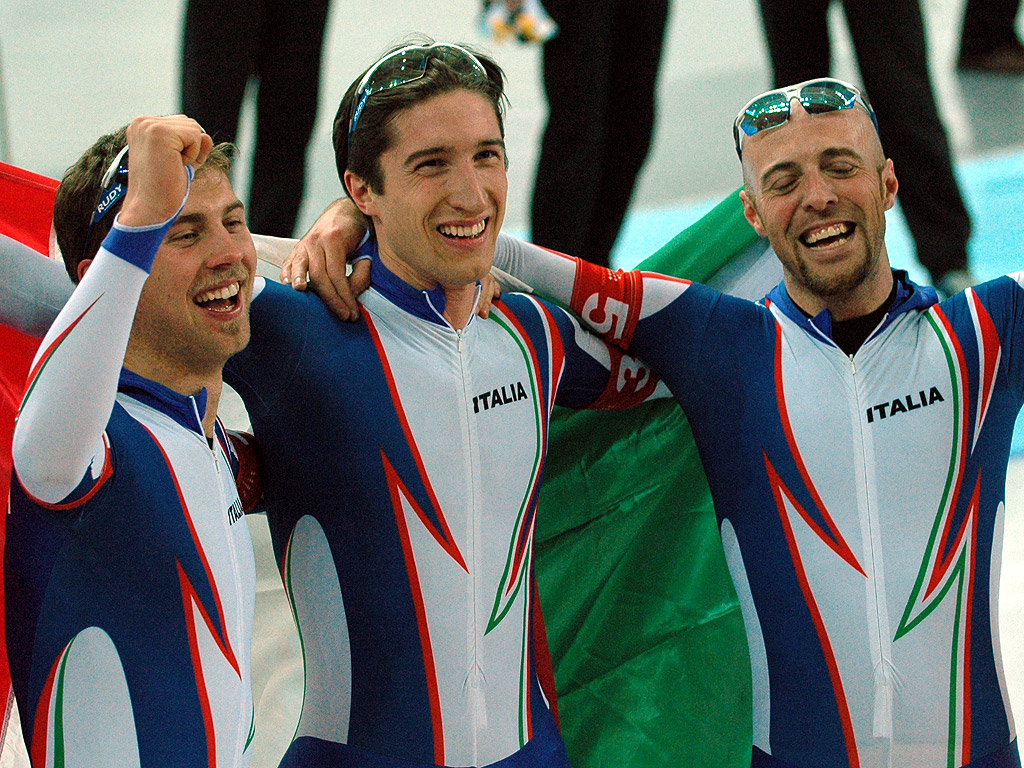
Het gouden Italiaanse achtervolgingsteam bij de Winterspelen van 2006 (Anesi, Fabris, Sanfratello)

NC# = niet gekwalificeerd voor de laatste afstand 

### Medaillespiegel
| Kampioenschap     | Goud | Zilver | Brons |
| ----------------- | ---- | ------ | ----- |
| NK Allround       | 0    | 6      | 0     |
| WK Afstanden      | 0    | 2      | 0     |
| Olympische Spelen | 1    | 0      | 0     |

2006: Anesi/Donagrandi/Fabris/Sanfratello ·
2010: Morrison/Giroux/Makowsky ·
2014: Blokhuijsen/Kramer/Verweij ·
2018: Bøkko/Henriksen/Nilsen/Pedersen ·
2022: Engebråten/Kongshaug/Pedersen